# PsyBNC
PsyBNC è un software bouncer per IRC. La parola, Psy, è l'abbreviazione di Psychoid, l'originale creatore di PsyBNC. BNC invece è l'abbreviazione di bouncer, un metodo di "bouncing" che si opera attraverso un server per nascondere il proprio hostname.
PsyBNC è un software molto semplice da usare per creare un BNC ed è diventato popolare, specialmente su FreeBSD, guadagnando consensi nella comunità hacker. Diversamente da altri software BNC disponibili nello stesso periodo, PsyBNC poteva rimanere connesso su IRC, anche quando si scollegava il client. PsyBNC è stato il primo bouncer a supportare questa caratteristica.

## Le caratteristiche
Le principali caratteristiche del software PsyBNC sono:
- Il multi-utente.
- La capacità di cambiare vhost al volo.
- Il supporto allo scripting di base.
- Il logging.
- Il supporto per multi-server
- Il supporto per IPv6.[3]

PsyBNC viene supportato da quattro sviluppatori aggiuntivi, conosciuti con i nick di: Arakis, Chaot, Iceblox, e InFECT.

## Usi Pericolosi
Il software PsyBNC, se viene lanciato su una macchina senza autorizzazione dell'utente, può comportarsi come una Backdoor o un Trojan, e può prendere parte ad un attacco del tipo, Denial of service o ad una Botnet.